# Меселинська сільська рада
Месели́нська сільська рада (рос. Меселинский сельский совет) — муніципальне утворення у складі Аургазинського району Башкортостану, Росія. Адміністративний центр — село Меселі.

## Населення
Населення — 1154 особи (2019, 1411 в 2010, 1556 в 2002).

## Склад
До складу поселення входять такі населені пункти:
| Населений пункт          | Населення, осіб (2002) | Населення, осіб (2010) |
| ------------------------ | ---------------------- | ---------------------- |
| В'язовка, присілок       | 25                     | 37                     |
| Дадановка, присілок      | 76                     | 67                     |
| Журавльовка, присілок    | 44                     | 19                     |
| Каменка, присілок        | 88                     | 66                     |
| Красний Восток, присілок | 57                     | 43                     |
| Манеєво, село            | 373                    | 360                    |
| Меселі, село             | 618                    | 592                    |
| Сосновка, присілок       | 72                     | 58                     |
| Старомакарово, присілок  | 203                    | 172                    |